# Force India VJM07
Force India VJM07 byl závodní vůz Formule 1 navržený společností Force India pro závodění v sezóně 2014. Řídili ho Nico Hülkenberg, který se do týmu vrátil po sezóně 2013, kterou strávil u týmu Sauber a Sergio Pérez, který se k týmu připojil po odchodu z McLarenu. Vůz VJM07 byl navržen tak, aby používal nový 1,6litrový přeplňovaný motor V6 s turbem od Mercedesu a také paliva Petronas. 

## Shrnutí sezóny
.

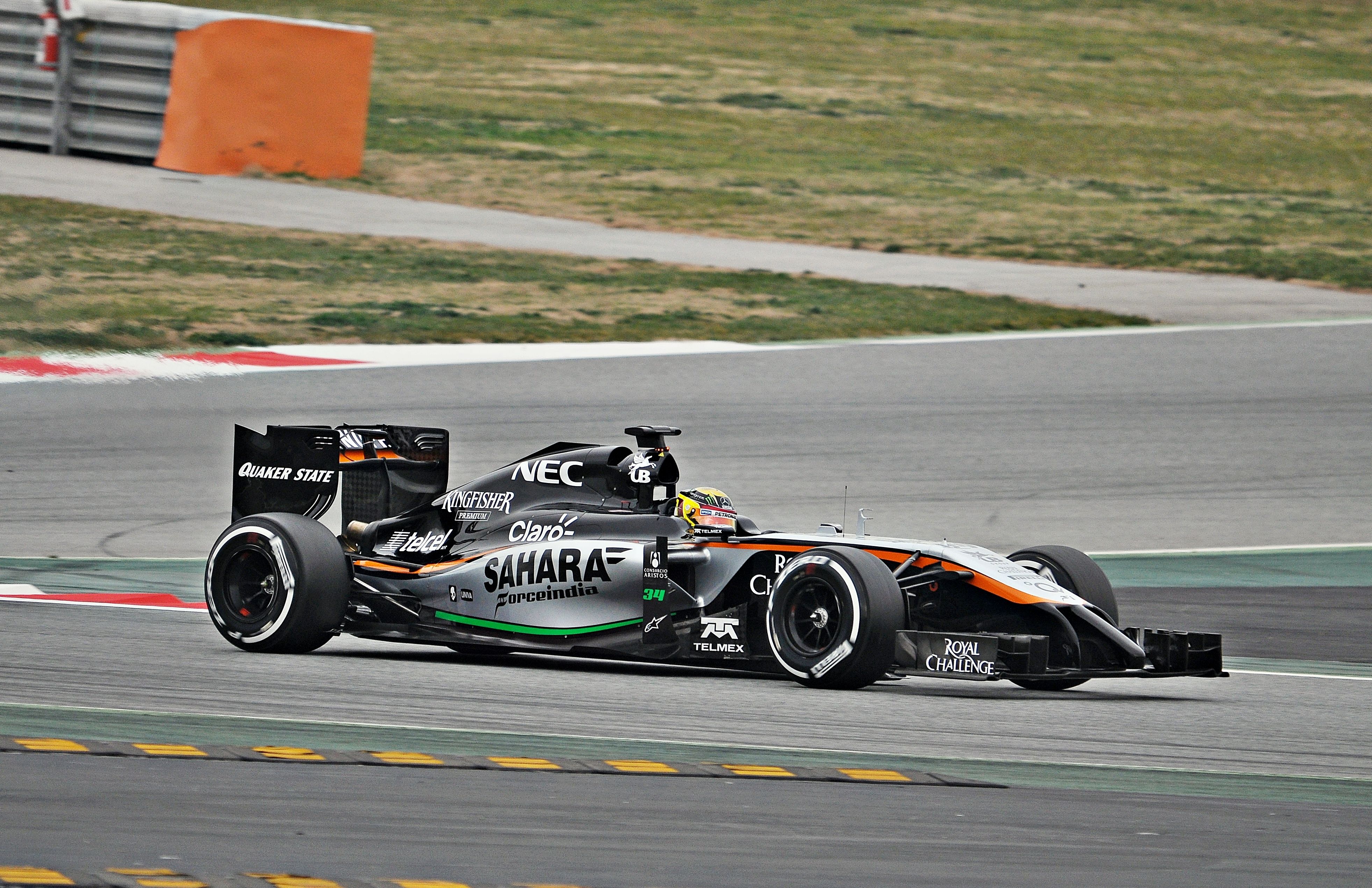
Pascal Wehrlein při předsezónním testování před sezónou 2015 s vozem VJM07

Vykreslený obrázek vozu VJM07 byl zveřejněn na Twitteru 23. ledna, což z něj udělalo první design Formule 1 z roku 2014, který byl odhalen veřejnosti.
Při Grand Prix Bahrajnu získal vůz největší bodový zisk týmu z jediného závodu, když Pérez skončil třetí (první pódium Force Indie za více než čtyři roky) a Hülkenberg skončil pátý. Tým nakonec dokončil sezónu na šestém místě v poháru konstruktérů.
Vůz si v prvních závodech vedl velmi dobře a tým neustále dosahoval dobrých výsledků. Tým se málem dostal na pódium při Grand Prix Kanady, ale Sergio Pérez měl 2 kola před koncem obrovskou havárii s Felipem Massou z Williamsu. Kvůli finančním omezením týmu nemohl být vůz vyvíjen tak, jako vozy předních týmů a tempo ke konci sezóny klesalo.
Poté, co Force India nezískala svůj nový vůz Force India VJM08 včas připravený k předsezónnímu testování před sezónou 2015, byl vůz VJM07 použit při druhém testu v Barceloně, ale v barvách pro sezónu 2015. To týmu umožnilo získat údaje o nových směsích pneumatik a jejich degradaci.

## Kompletní výsledky ve Formuli 1
| Legenda k tabulce | Legenda k tabulce                                                                       |
| Barva             | Výsledek                                                                                |
| ----------------- | --------------------------------------------------------------------------------------- |
| Zlatá             | Vítěz                                                                                   |
| Stříbrná          | 2. místo                                                                                |
| Bronzová          | 3. místo                                                                                |
| Zelená            | Bodované umístění                                                                       |
| Modrá             | Nebodované umístění                                                                     |
| Modrá             | Dokončil neklasifikován (NC)                                                            |
| Fialová           | Odstoupil (Ret)                                                                         |
| Červená           | Nekvalifikoval se (DNQ)                                                                 |
| Červená           | Nepředkvalifikoval se (DNPQ)                                                            |
| Černá             | Diskvalifikován (DSQ)                                                                   |
| Bílá              | Nestartoval (DNS)                                                                       |
| Bílá              | Závod zrušen (C)                                                                        |
| Světle modrá      | Pouze trénoval (PO)                                                                     |
| Světle modrá      | Páteční testovací jezdec (TD)                                                           |
| Bez barvy         | Netrénoval (DNP)                                                                        |
| Bez barvy         | Vyřazen (EX)                                                                            |
| Bez barvy         | Nepřijel (DNA)                                                                          |
| Bez barvy         | Odvolal účast (WD)                                                                      |
| Bez barvy         | Nezúčastnil se (prázdné)                                                                |
| Označení          | Význam                                                                                  |
| Tučnost           | Pole position                                                                           |
| Kurzíva           | Nejrychlejší kolo                                                                       |
| †                 | Jezdec nedojel do cíle, ale byl klasifikován, protože odjel více než 90 % délky závodu. |
| ‡                 | Byl udělován poloviční počet bodů, protože bylo odjeto méně než 75 % délky závodu.      |
| Horní index       | Umístění bodujících jezdců ve sprintu                                                   |

| Rok    | Tým                        | Motor                  | Pneumatiky | Jezdci          | 1   | 2   | 3   | 4   | 5   | 6   | 7   | 8   | 9   | 10  | 11  | 12  | 13  | 14  | 15  | 16  | 17  | 18  | 19   | Body | Umístění |
| ------ | -------------------------- | ---------------------- | ---------- | --------------- | --- | --- | --- | --- | --- | --- | --- | --- | --- | --- | --- | --- | --- | --- | --- | --- | --- | --- | ---- | ---- | -------- |
| 2014   | Sahara Force India F1 Team | Mercedes PU106A Hybrid | P          |                 | AUS | MAL | BHR | CHN | ESP | MON | CAN | AUT | GBR | GER | HUN | BEL | ITA | SIN | JPN | RUS | USA | BRA | ABU‡ | 155  | 6. místo |
| 2014   | Sahara Force India F1 Team | Mercedes PU106A Hybrid | P          | Sergio Pérez    | 10  | DNS | 3   | 9   | 9   | Ret | 11† | 6   | 11  | 10  | Ret | 8   | 7   | 7   | 10  | 10  | Ret | 15  | 7    | 155  | 6. místo |
| 2014   | Sahara Force India F1 Team | Mercedes PU106A Hybrid | P          | Nico Hülkenberg | 6   | 5   | 5   | 6   | 10  | 5   | 5   | 9   | 8   | 7   | Ret | 10  | 12  | 9   | 8   | 12  | Ret | 8   | 6    | 155  | 6. místo |
| Zdroj: |                            |                        |            |                 |     |     |     |     |     |     |     |     |     |     |     |     |     |     |     |     |     |     |      |      |          |

‡ — Jezdci a týmy získaly dvojité body při Grand Prix Abú Zabí.